# Eta Capricorni
Désignations
Eta Capricorni (η Cap / η Capricorni) est une étoile binaire de magnitude 4,86 située dans la constellation du Capricorne. Elle est située à 161 années-lumière du Système solaire. Elle est également connue sous le nom traditionnel d'Armus bien que ce nom soit peu usité. Elle a une magnitude absolue de 1,43 et sa vitesse radiale positive indique que le système s'éloigne du Système solaire.

## Observation
C'est une étoile située dans l'hémisphère céleste austral ; grâce à sa position assez proche de l'équateur céleste, elle peut être observée depuis la majorité des régions de la Terre, bien que les observateurs de l'hémisphère sud soient plus avantagés. Près de l'Antarctique, elle apparaît circumpolaire, alors qu'elle reste invisible près du cercle polaire arctique. Sa magnitude de 4,9 ne la rend observable que par un ciel suffisamment dégagé des effets de la pollution lumineuse,.
La meilleure période pour son observation dans le ciel nocturne tombe au cours de la période entre fin août et décembre ; des deux hémisphères, sa période de visibilité reste significativement la même, en raison de la position de l'étoile non loin de l'équateur céleste.

## Système stellaire
Eta Capricorni est une étoile binaire qui boucle une orbite avec une période de 28 ans et selon une excentricité de 0,39. Son étoile primaire, désignée Eta Capricorni A, est une étoile blanche de la séquence principale de type spectral A5 V et de magnitude 5,02. La composante B est une étoile jaune-blanc de la séquence principale de type F2 V et de magnitude 7,39. Elle est séparée de 0,3 seconde d'arc de A, à un angle de position de 355 degrés,.